# Osvald Dahlgren
Osvald Dahlgren, "Osse" född 2 november 1911 i Stockholm, död 11 mars 2004 i Stockholm, var en svensk dövprofil och en legend både inom svensk och internationell dövidrott. I det civila var han typograf på Bonniers i många år.
Dahlgren var generalsekreterare i Comité International des Sports des Sourds, (CISS), dagens International Committee of Sports for the Deaf (ICSD) mellan 1947 och 1973. I Svenska Dövidrottsförbundet var han från 1935 omväxlande ordförande och sekreterare i 35 år i rad.
Osvald Dahlgren hade en ovanligt lång idrottskarriär. Som orienterare avbröt han sin karriär först vid 72 års ålder, men även i löpning var han framstående och på 400 m rekordhållare med 54,1 sekunder. På Världsspelen för döva (nuvarande Deaflympics), tog han silver på 4×100 och 4×400 m stafett i London 1935 och knep ett guld i 4×400 stafetten i Stockholm 1939. Totalt deltog Dahlgren i hela åtta sommarspel och sex vinterspel som aktiv och ledare. 
Från 1973 var Dahlgren hedersordförande i SDI efter sammanlagt 34 år i förbundsstyrelsen. Osvald Dahlgren har mottagit många hederspriser, bland annat Kruthmedalj nummer 3. Kruthmedaljen delas ut vart fjärde år till personer i Sverige som gjort värdefulla instanser för döva och teckenspråket.